# Aposició
L'aposició és una funció sintàctica tradicional. Es tracta d'un sintagma nominal que complementa un nom, usualment entre comes o adjacent. Per exemple "carrer Balmes" està format per un nom i un altre nom que complementa el primer de forma adjacent, mentre que "París, capital de França" seria un exemple d'aposició amb comes. No hi ha un nombre màxim d'aposicions que poden complementar un nom, com es veu en les llargues tirallongues de títols nobiliaris. Només la memòria a curt termini, responsable de retenir la informació rellevant durant la frase, marca el límit. Aquesta memòria és més extensa en el cas del discurs escrit que en l'oral.